# 丰特努瓦堡
丰特努瓦堡（法語：Fontenoy-le-Chateau，法語發音：[fɔ̃tnwa lə ʃato] ⓘ）是法国大東部大區孚日省的一个市镇，属于埃皮纳勒区。2013年，市镇勒马尼并入丰特努瓦堡。

## 地理
丰特努瓦堡（47°58'25"N, 6°11'57"E）面积38.13 平方千米，位于法国大東部大區孚日省，该省份为法国东北部内陆省份，北起默兹省和默尔特-摩泽尔省，西接上马恩省，南至上索恩省和贝尔福地区省，东临上莱茵省和下莱茵省。
与丰特努瓦堡接壤的市镇（或旧市镇、城区）包括：蒙莫捷、格吕埃莱叙朗斯、特雷蒙泽、屈沃、丰特努瓦城、布利涅、拉沃日莱班、阿耶维莱尔-利约蒙。
丰特努瓦堡的时区为UTC+01:00、UTC+02:00（夏令时）。

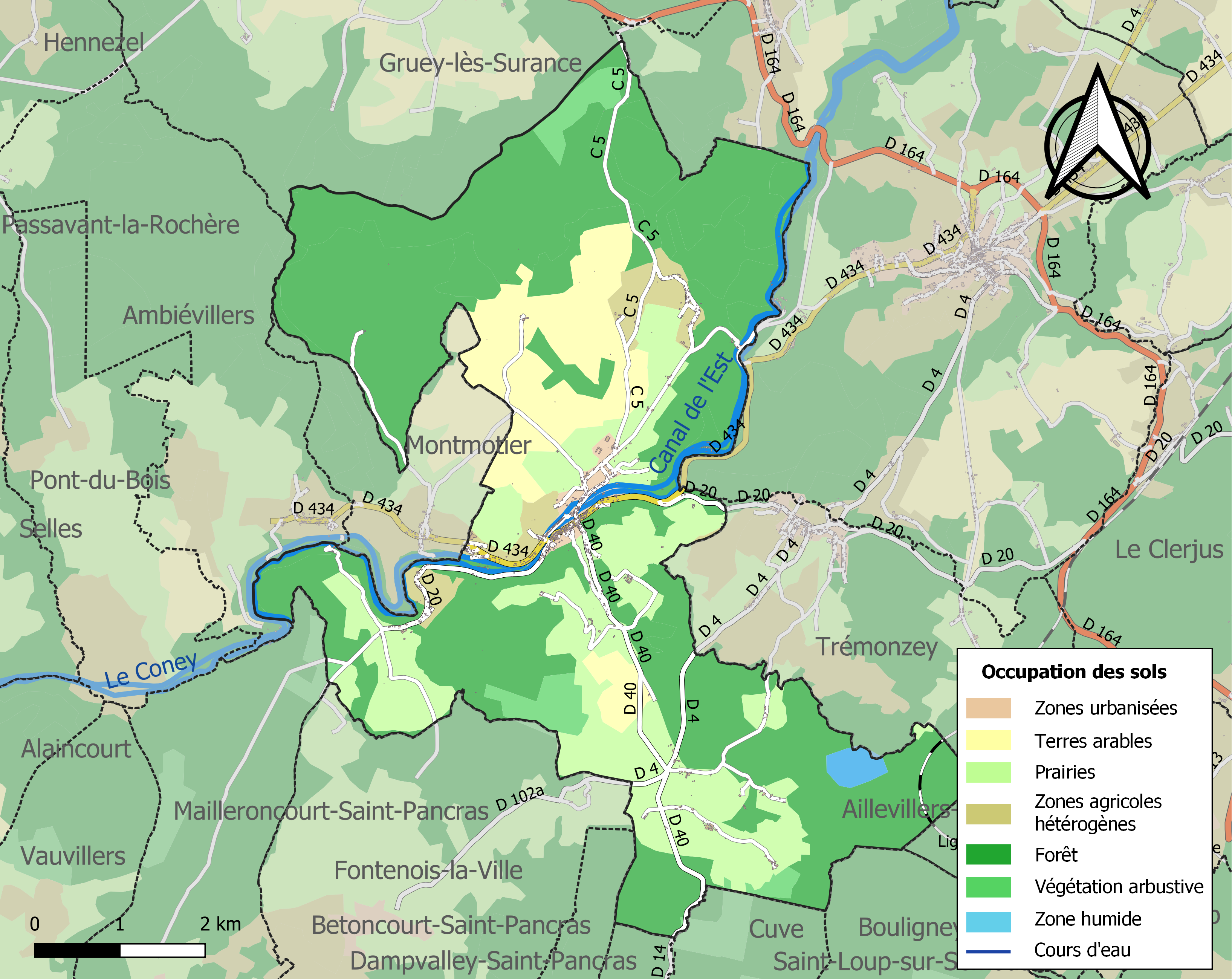
丰特努瓦堡的OSM定位图

## 行政
丰特努瓦堡的邮政编码为88240，INSEE市镇编码为88176。

## 政治
丰特努瓦堡所属的省级选区为勒瓦勒达若勒县。

## 人口

1962-2008年间丰特努瓦堡人口变化图示

丰特努瓦堡于2022年1月1日时的人口数量为499人。